# Даркад
Дарка́д (тадж. Дарқат) — село у складі Хатлонської області Таджикистану. Адміністративний центр Даркадського джамоату Фархорського району.
Колишня назва — Комуна.
Населення — 3829 осіб (2010; 3712 в 2009, 1458 в 1978).
Національний склад станом на 1978 рік — таджики та узбеки.